# Liste der Biografien/Weid
Liste der Biografien |
Portal Biografien |
Personensuche
# |
A |
B |
C |
D |
E |
F |
G |
H |
I |
J |
K |
L |
M |
N |
O |
P |
Q |
R |
S |
T |
U |
V |
W |
X |
Y |
Z |
?
 
Wa |
Wc |
Wd |
We |
Wh |
Wi |
Wj |
Wl |
Wn |
Wo |
Wr |
Ws |
Wt |
Wu |
Ww |
Wy |
Wz
 
Wea |
Web |
Wec |
Wed |
Wee |
Wef |
Weg |
Weh |
Wei |
Wej |
Wek |
Wel |
Wem |
Wen |
Weo |
Wep |
Wer |
Wes |
Wet |
Weu |
Wev |
Wew |
Wex |
Wey |
Wez
 
Weia |
Weib |
Weic |
Weid |
Weie |
Weif |
Weig |
Weih |
Weij |
Weik |
Weil |
Weim |
Wein |
Weip |
Weir |
Weis |
Weit |
Weix |
Weiz
Die Liste der Biografien führt alle Personen auf, die in der deutschsprachigen Wikipedia einen Artikel haben. Dieses ist eine Teilliste mit 318 Einträgen von Personen, deren Namen mit den Buchstaben „Weid“ beginnt.

## Weid
- Weid, Karl Emanuel von der (1786–1845), Schweizer General und Politiker

### Weida
- Weida, John A., US-amerikanischer Offizier, Generalmajor der US Air Force
- Weida, Marcus von (1450–1516), Dominikaner in Leipzig und kirchlicher Schriftsteller
- Weida, Roland (1943–2007), deutscher Fußballspieler
- Weida, Rüdiger (* 1951), deutscher Satiriker, Aktionskünstler und Blogger
- Weidanz, Gustav (1889–1970), deutscher Bildhauer, Medailleur und Hochschullehrer
- Weidanz, Wiebke (* 1974), deutsche Cembalistin
- Weidauer, Christian Gottlieb († 1877), sächsischer Politiker
- Weidauer, Friedrich Gustav (1810–1897), sächsischer Jurist und liberaler Politiker, MdL
- Weidauer, Johannes (* 1930), deutscher Politiker (NDPD), MdV
- Weidauer, Sophie (* 2002), deutsche FußballspielerinSophie Weidauer (* 2002)

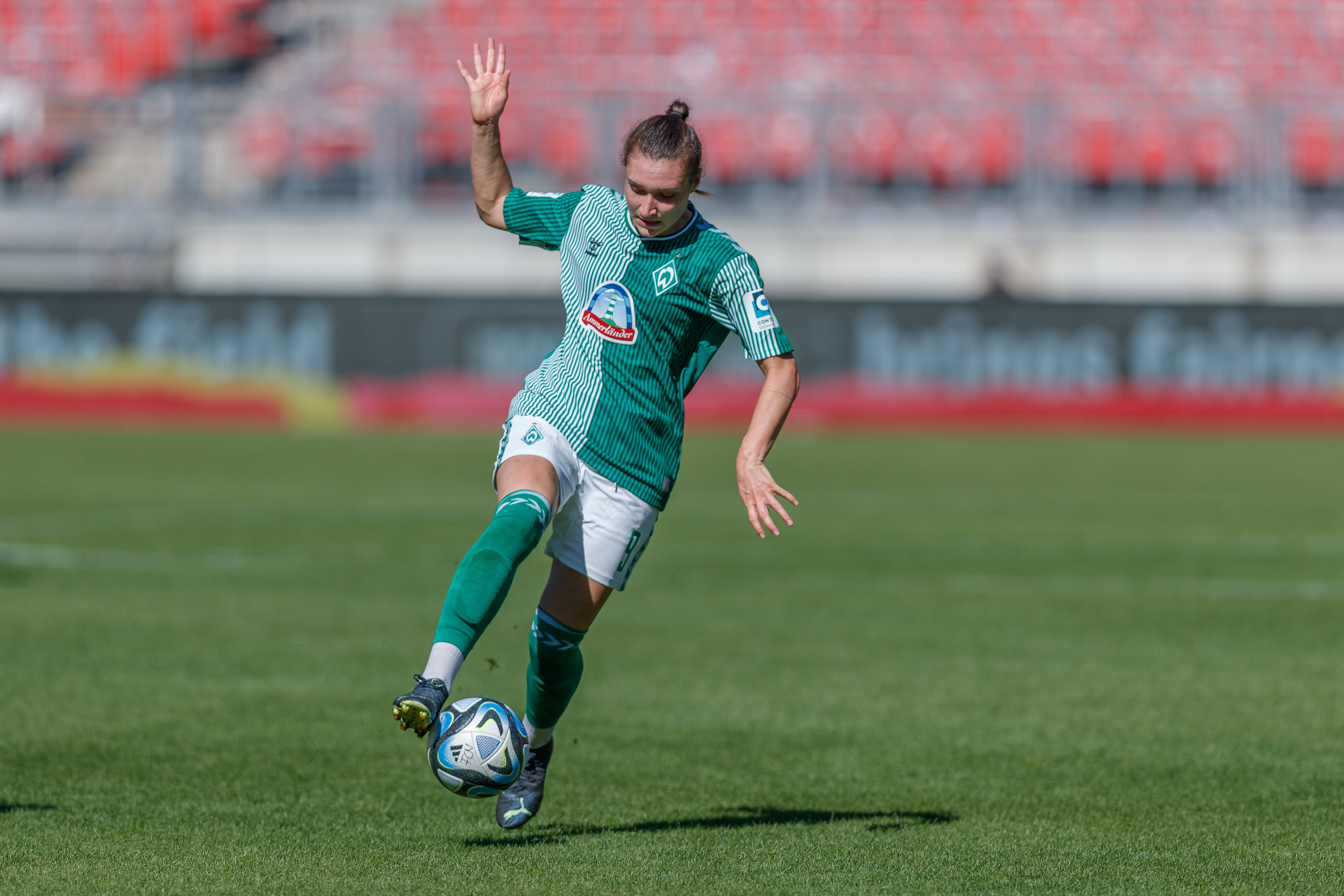
Sophie Weidauer (* 2002)

- Weidauer, Walter (1899–1986), deutscher Politiker (KPD, SED), MdR, MdV, Oberbürgermeister der Stadt Dresden
- Weidauer-Wallenda, Marguerite (1882–1972), deutsche Schaustellerin, erste Achterbahnbesitzerin in der Schweiz

### Weide
- Weide, Adam Adamowitsch (1667–1720), russischer General
- Weide, Carlotta (* 2004), deutsche Schauspielerin
- Weide, Erwin (1904–1997), deutscher Politiker (CDU)
- Weide, Marc (* 1991), deutscher Zauberkünstler, Entertainer und Fernsehmoderator
- Weide, Raoul van der (* 1949), niederländischer Jazzbassist
- Weide, Robert B. (* 1959), US-amerikanischer Drehbuchautor, Produzent und Regisseur
- Weide, Sander van der (* 1976), niederländischer Hockeyspieler
- Weidekamp, Benjamin (* 1977), deutscher Jazz- und Improvisationsmusiker
- Weidekamp, Egon (1921–2000), dänischer Politiker
- Weidekamp, Michel (* 1997), deutscher Eishockeytorwart
- Weidel, Alice (* 1979), deutsche Politikerin (AfD), MdBAlice Weidel (* 1979)

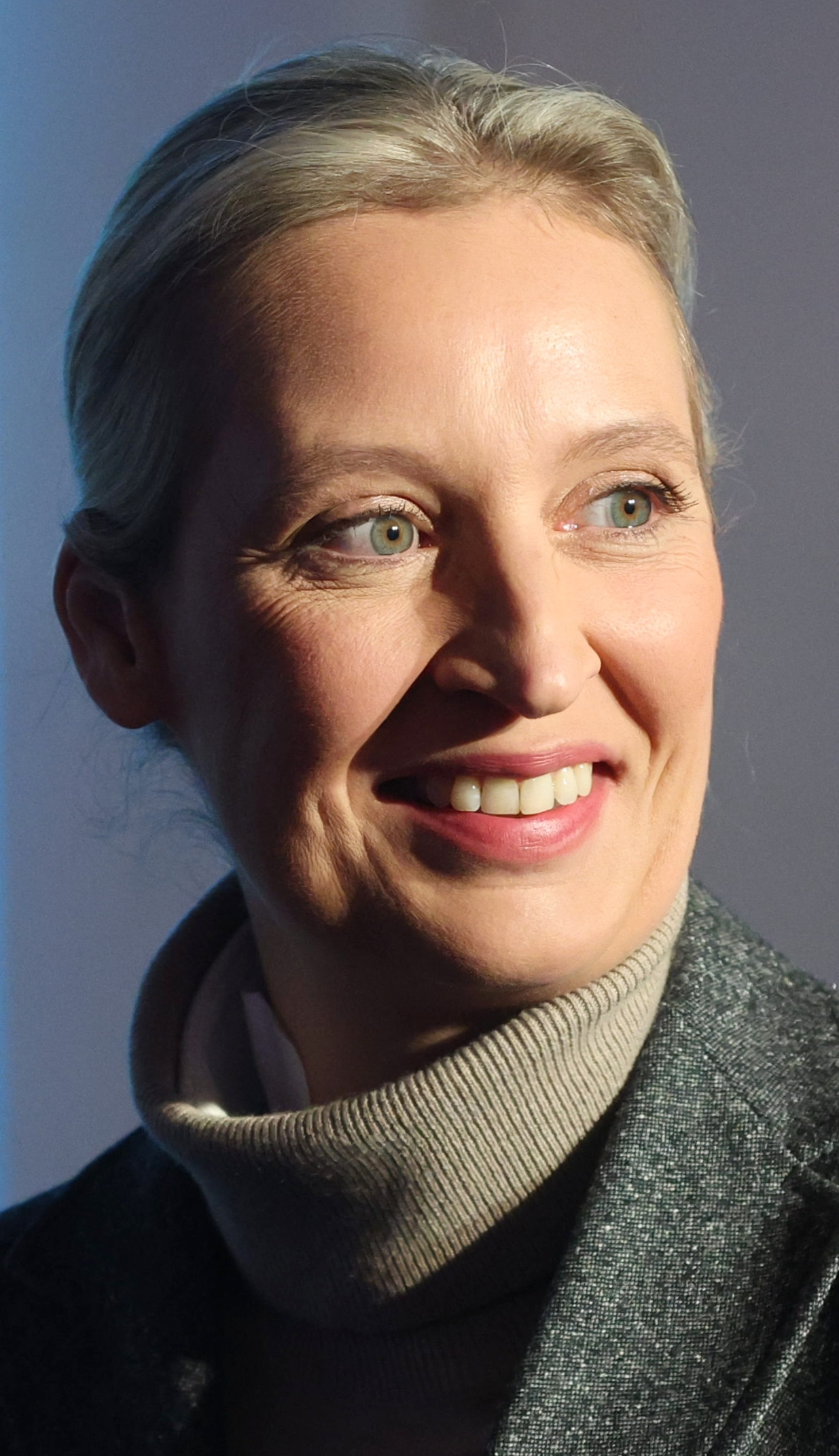
Alice Weidel (* 1979)

- Weidel, Anna (* 1996), deutsche Biathletin
- Weidel, Hugo (1849–1899), österreichischer Chemiker
- Weidel, Karl (1875–1943), deutscher Pädagoge, Hochschullehrer für Religionspädagogik und Propst
- Weidelener, Helmut (1937–2017), deutscher Jurist und Regierungspräsident
- Weidelener, Herman (1903–1972), deutscher Religionsphilosoph, Pfarrer und Schriftsteller
- Weideli, Hermann (1877–1964), Schweizer Architekt
- Weideli, Walter (1927–2020), Schweizer Übersetzer und Schriftsteller
- Weideman, Carl M. (1898–1972), US-amerikanischer Politiker
- Weidemann, Albert (1848–1922), deutscher Ministerialbeamter in der preußischen Militärverwaltung
- Weidemann, Axel (* 1967), deutscher Schauspieler, Musicaldarsteller und Kabarettist
- Weidemann, Carl Friedrich († 1782), deutscher Flötist und Komponist in London
- Weidemann, Carl Friedrich (1770–1843), deutscher Maler und Lithograf
- Weidemann, Christian Heinrich († 1715), deutscher Librettist und Jurist
- Weidemann, Dieter (1938–2019), deutscher Manager und Verbandsfunktionär
- Weidemann, Diethelm (1931–2024), deutscher Historiker und Südostasienwissenschaftler
- Weidemann, Ehrenfried (1914–1998), deutscher Politiker (CDU), MdL
- Weidemann, Friedrich (1871–1919), deutscher Opernsänger (Bariton)
- Weidemann, Friedrich Wilhelm (1668–1750), deutscher Maler
- Weidemann, Fritz (1886–1953), deutscher Theater- und Stummfilmschauspieler und Drehbuchautor
- Weidemann, Gerhard (1934–2013), deutscher Ökologe
- Weidemann, Hans (1904–1975), deutscher Propagandist zur Zeit des Nationalsozialismus
- Weidemann, Hans-Ulrich (* 1969), deutscher Theologe
- Weidemann, Hartwig (1921–2009), deutscher Meteorologe, Meereskundler und Ozeanograph
- Weidemann, Heinrich (1895–1976), deutscher Theologe
- Weidemann, Heinrich (1899–1982), deutscher Filmarchitekt
- Weidemann, Hermann (1887–1961), deutscher Politiker (SPD), MdL
- Weidemann, Hermann (* 1942), deutscher Philosoph und Philosophiehistoriker
- Weidemann, Holger (* 1954), deutscher Rechtswissenschaftler und Hochschullehrer
- Weidemann, Isabelle (* 1995), kanadische Eisschnellläuferin
- Weidemann, Jakob (1923–2001), norwegischer Künstler
- Weidemann, Johann Heinrich Christoph (1717–1785), Kurfürstlich Hannoverscher Glockengießer
- Weidemann, Johannes (1897–1954), deutscher Politiker (NSDAP), Jurist, Oberbürgermeister und SS-Führer
- Weidemann, Konrad (1938–2010), deutscher frühgeschichtlicher Archäologe und Mittelalterarchäologe
- Weidemann, Kurt (1922–2011), deutscher Grafikdesigner, Typograf, Autor und LehrerKurt Weidemann (1922–2011)

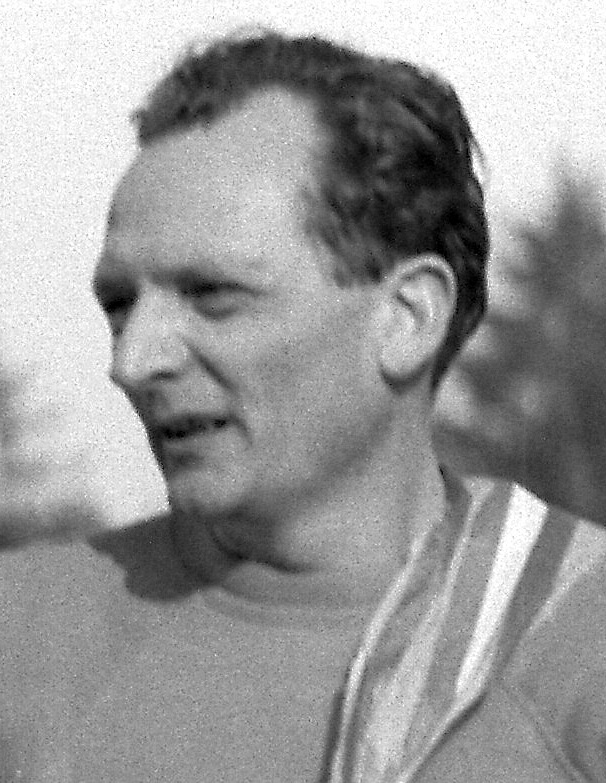
Kurt Weidemann (1922–2011)

- Weidemann, Linnea (* 2003), deutsche Hockeyspielerin
- Weidemann, Ludolf (1849–1939), deutscher evangelisch-lutherischer Theologe und Schriftsteller
- Weidemann, Magnus (1880–1967), deutscher Pfarrer, Maler, Grafiker, Fotograf und Autor
- Weidemann, Michael (* 1958), deutscher Hörfunkjournalist
- Weidemann, Nelson (* 1999), deutscher BasketballspielerNelson Weidemann (* 1999)

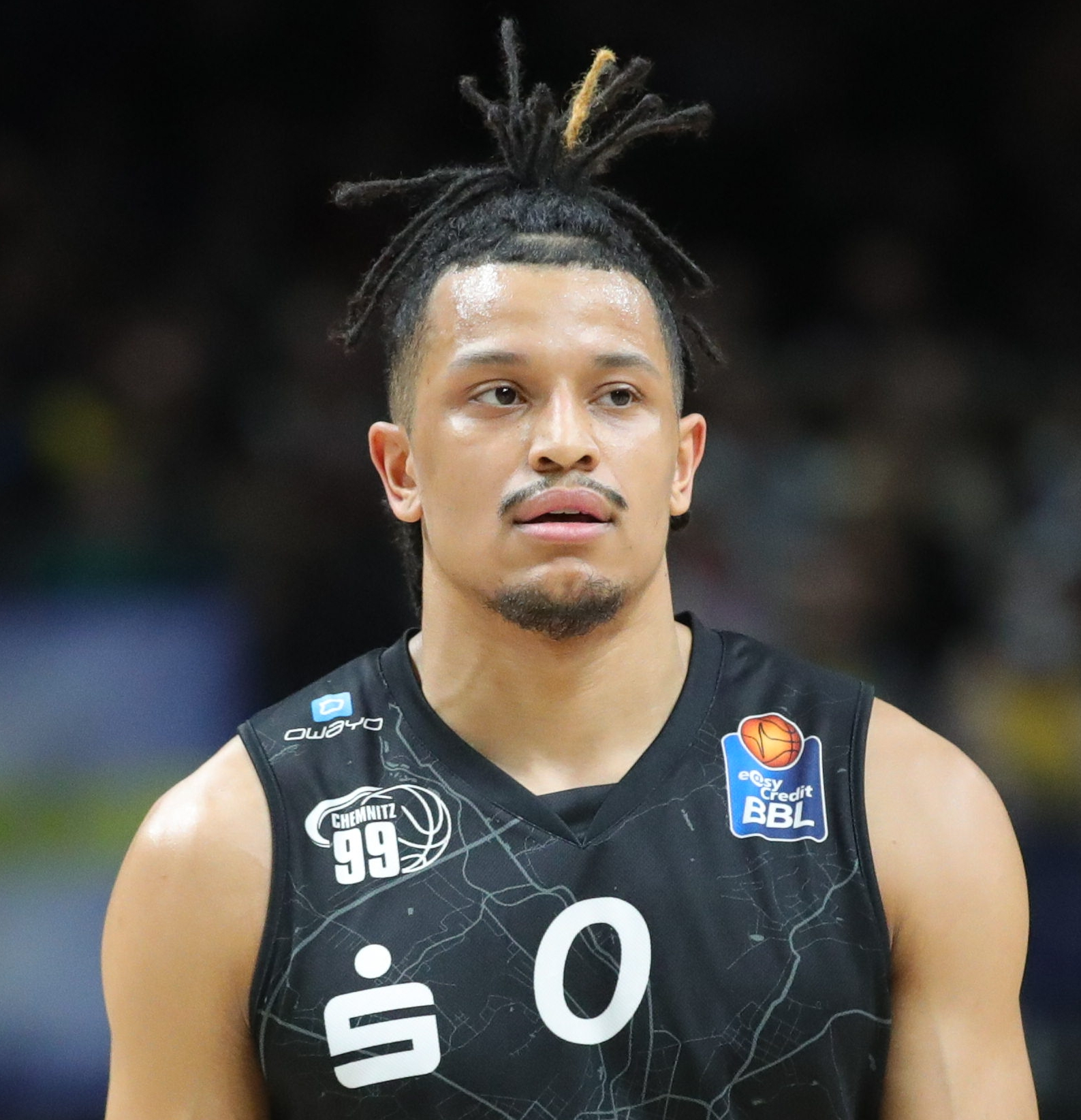
Nelson Weidemann (* 1999)

- Weidemann, Nikko (* 1961), deutscher Musiker und Komponist
- Weidemann, Ronald (1931–2022), deutscher Diplomat, Botschafter der DDR
- Weidemann, Teut (* 1965), deutscher Spieleentwickler und -Produzent
- Weidemann, Uwe (* 1963), deutscher Fußballspieler und -trainer
- Weidemann, Volker (1924–2012), deutscher Astronom und Hochschullehrer
- Weidemann, Wilhelm (1892–1971), deutscher Lehrer und Politiker (SPD), MdL
- Weidemeyer, Carl (1882–1976), deutscher Künstler und Architekt
- Weiden, Klaus-Dieter von der (* 1962), deutscher Jurist, Richter am Bundesverwaltungsgericht und am Thüringer Verfassungsgerichtshof
- Weidenbach, Anton Joseph (1809–1871), deutscher Lehrer und Publizist
- Weidenbach, Dieter M. (* 1945), deutscher Maler und Grafiker
- Weidenbach, Ernst (1818–1882), wissenschaftlicher Zeichner und Illustrator, Teilnehmer der preußischen Ägyptenexpedition
- Weidenbach, Friedrich August (1790–1860), deutscher Zeichenlehrer, Landschaftsmaler und Lithograf
- Weidenbach, Georg (1853–1928), deutscher bzw. sächsischer Architekt
- Weidenbach, Hans-Otto (1952–2011), deutscher Journalist und Politiker (NPD, DVU), MdBB
- Weidenbach, Johannes (1847–1902), deutscher Pianist und Hochschullehrer
- Weidenbach, Maximilian Ferdinand (1823–1890), wissenschaftlicher Zeichner, Teilnehmer der preußischen Ägyptenexpedition, preußischer Konsul in Südaustralien
- Weidenbach, Oswald (1876–1957), deutscher Philosoph und Soziologe
- Weidenbach, Peter (* 1934), deutscher Forstmann, Referatsleiter, Leiter der Forstdirektion Karlsruhe
- Weidenbacher, Georg (1905–1984), deutscher Maler
- Weidenbaum, Inge von (* 1934), deutsche Lektorin, Germanistin und Übersetzerin
- Weidenbaum, Murray (1927–2014), US-amerikanischer Wirtschaftswissenschaftler und Politiker
- Weidenborner, Cyril (1895–1983), US-amerikanischer Eishockeytorwart
- Weidenbörner, Günther (* 1931), deutscher Fußballspieler (DDR)
- Weidenbörner, Johannes (1890–1952), deutscher Maler
- Weidenbruch, Manfred (1937–2016), deutscher Chemiker und Hochschullehrer
- Weidenbrück, Hans, deutscher Kaufmann und Pächter der Nürburger Gemeindejagd, „Vater des Nürburgrings“
- Weidenbusch, Benedikt II. (1632–1672), deutscher Benediktinerabt
- Weidenbusch, Ernst (* 1963), deutscher Politiker (CSU), MdL
- Weidendorfer, Jakob (1914–1998), deutscher Geistlicher, Domkapitular und Caritasdirektor des Bistums Eichstätt
- Weidenfeld, Dieter (* 1930), deutscher Musikmanager und Medienberater
- Weidenfeld, Franz (1829–1900), deutscher Rittergutsbesitzer und Politiker (Zentrum), MdR
- Weidenfeld, George (1919–2016), britisch-österreicher Verleger und Diplomat
- Weidenfeld, Ursula (* 1962), deutsche Wirtschaftsjournalistin
- Weidenfeld, Werner (* 1947), deutscher Politikwissenschaftler
- Weidenfelder, Sonja (* 1993), deutsch-kanadische Eishockeyspielerin
- Weidenfeller, Roman (* 1980), deutscher FußballtorhüterRoman Weidenfeller (* 1980)

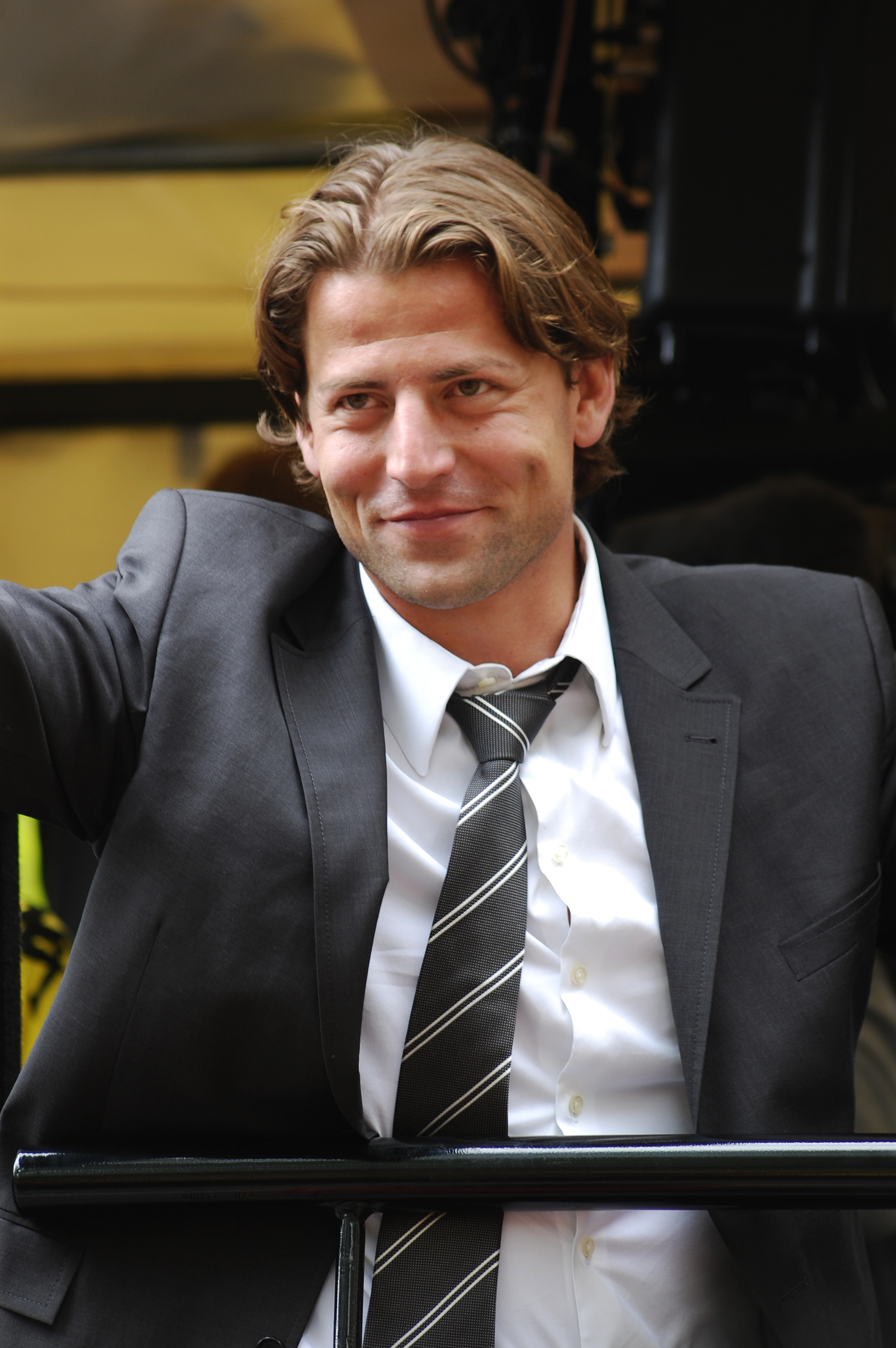
Roman Weidenfeller (* 1980)

- Weidenhammer, Beate (* 1975), deutsche Film- und Theaterschauspielerin
- Weidenhammer, Gerhard (* 1947), deutscher Fußballspieler
- Weidenhammer, James A. (1918–2013), US-amerikanischer Computeringenieur
- Weidenhammer, Jörg (1948–2017), deutscher Facharzt für Neurologie und Psychiatrie, Autor, Psychoanalytiker, Geschäftsführer
- Weidenhammer, Peter, deutscher Chemiker und Alchemist
- Weidenhaun, Elmar (1931–2021), deutscher Zahnarzt und Kommunalpolitiker
- Weidenhaupt, Helen (* 1954), deutsche Politikerin (SPD), MdL
- Weidenhaupt, Hugo (1923–2007), deutscher Historiker und Archivar
- Weidenhaus, Elfriede (1931–2023), deutsche Künstlerin
- Weidenheim, Johannes (1918–2002), deutscher Schriftsteller
- Weidenhillinger, Alois (1883–1942), österreichischer Politiker (SPÖ), Landtagsabgeordneter, Mitglied des Bundesrates
- Weidenhöfer, Georg (1882–1956), deutscher Politiker (NSFP, NSDAP), MdR
- Weidenhöfer, Matthias (* 1985), deutscher Theater- und Filmschauspieler sowie Synchronsprecher
- Weidenhoffer, Emanuel (1874–1939), österreichischer Politiker (CSP), Abgeordneter zum Nationalrat
- Weidenholzer, Anna (* 1984), österreichische SchriftstellerinAnna Weidenholzer (* 1984)

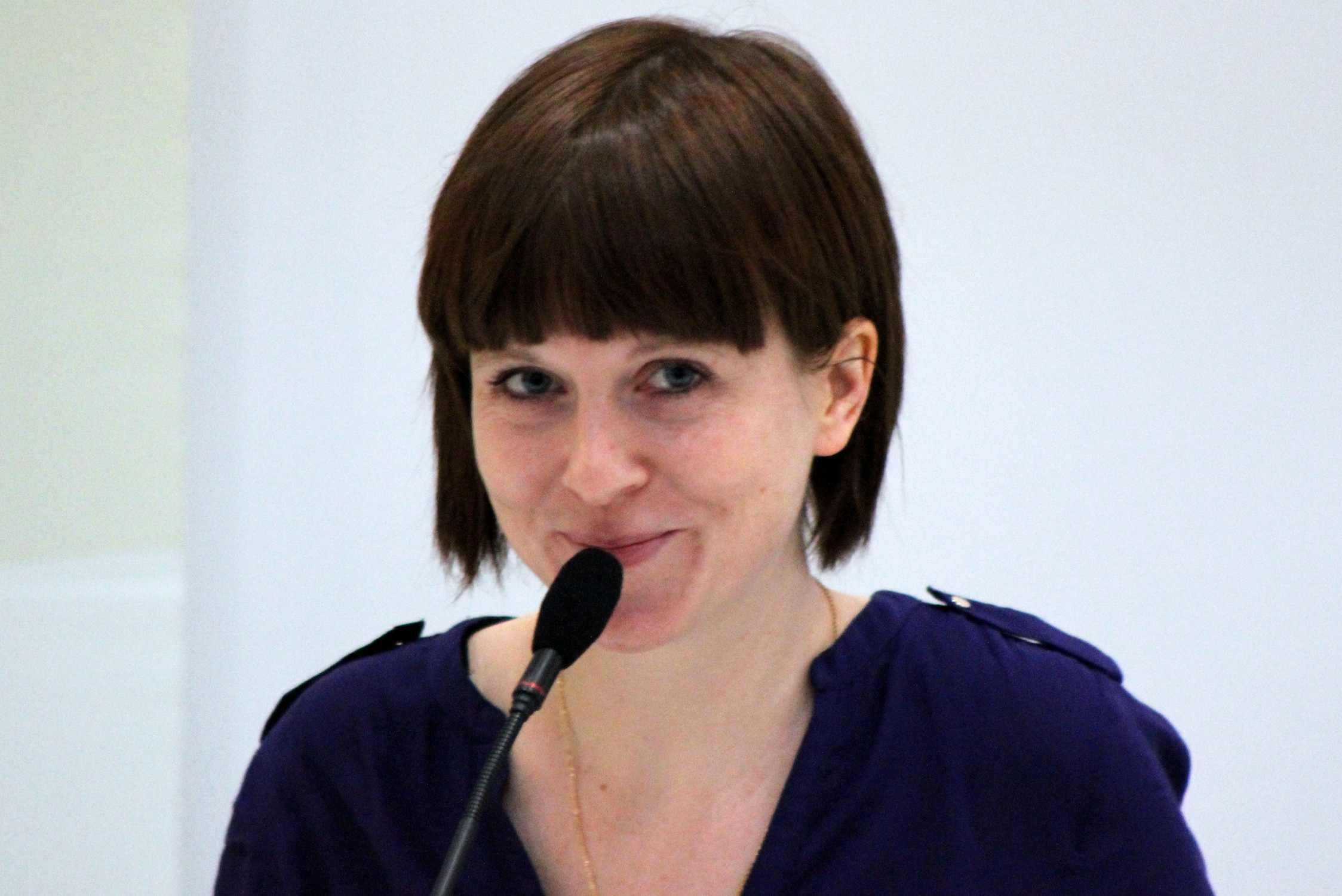
Anna Weidenholzer (* 1984)

- Weidenholzer, Johann (1884–1958), österreichischer Politiker (CSP, VF, ÖVP), Abgeordneter zum Nationalrat
- Weidenholzer, Josef (* 1950), österreichischer Hochschullehrer und Politiker (SPÖ), MdEP
- Weidenkaff, Anke (* 1966), deutsch-schweizerische Chemikerin und Materialwissenschaftlerin
- Weidenkeller, Johann Jakob (1789–1851), deutscher Tierarzt und Agrarwissenschaftler
- Weidenmann, Alfred (1916–2000), deutscher Jugendbuchautor und Regisseur
- Weidenmann, Bernd (* 1945), deutscher Hochschullehrer für Pädagogische Psychologie
- Weidenmann, Johann Caspar (1805–1850), Schweizer Maler, Zeichner und Kopist
- Weidenmüller, Hans-Arwed (* 1933), deutscher theoretischer Physiker und Hochschullehrer
- Weidenmüller, Horst (* 1964), deutscher Labelbetreiber und Geschäftsführer der K7 Music GmbH
- Weidenmüller, Johannes (* 1966), deutscher Jazz-Kontrabassist
- Weidenreich, Franz (1873–1948), deutscher Anatom und Anthropologe
- Weidensaul, Scott (* 1959), US-amerikanischer Ornithologe und Sachbuchautor
- Weidensdorfer, Claus (1931–2020), deutscher Maler und Grafiker
- Weidensee, Eberhard (1486–1547), deutscher Geistlicher und Reformator
- Weider, Joe (1919–2013), kanadischer Unternehmer, Bodybuilder und Pionier des Kraftsports
- Weider, Laura, deutsche Musikerin
- Weider, Laura (* 1982), deutsche Schauspielerin
- Weider, Wolfgang (1932–2024), deutscher römisch-katholischer Geistlicher, Weihbischof im Erzbistum Berlin
- Weiderbauer, Emmerich (* 1954), österreichischer Politiker (GRÜNE), Landtagsabgeordneter
- Weidermann, Volker (* 1969), deutscher Kulturjournalist und SchriftstellerVolker Weidermann (* 1969)

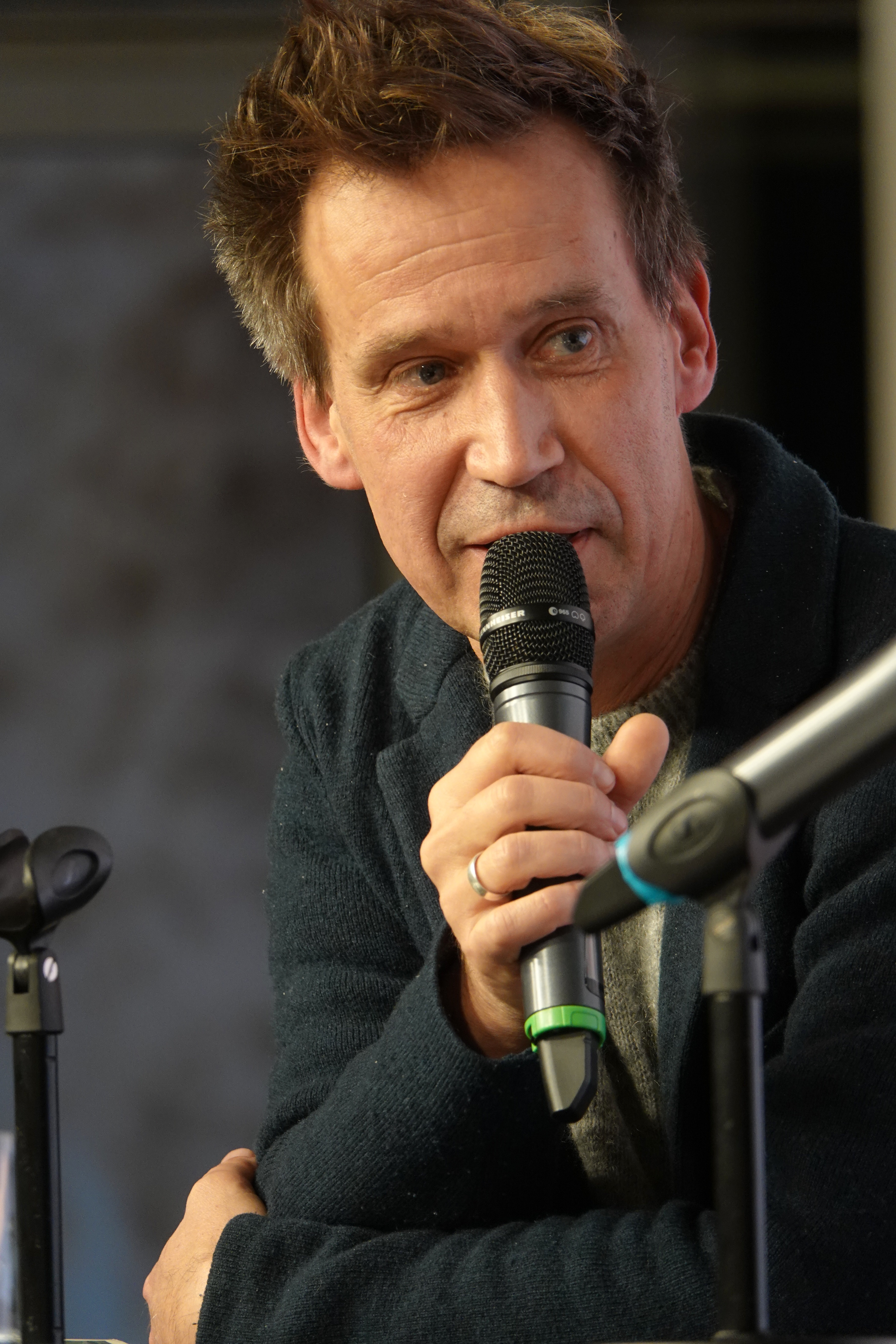
Volker Weidermann (* 1969)

- Weidermann, Willy (1898–1985), deutscher Polizeipräsident und SS-Führer
- Weidersjö, William (* 2001), schwedisch-thailändischer Fußballspieler
- Weidert, Franz (1878–1954), deutscher Optiker

### Weidh
- Weidhaas, Curt (1865–1925), deutscher Mediziner und Kur- und Badearzt in Oberhof
- Weidhaas, Hermann (1903–1978), deutscher Kulturhistoriker
- Weidhaas, Peter (1938–2024), deutscher Buchhändler und Manager
- Weidhüner, Franz (* 1958), deutscher Brigadegeneral der Luftwaffe der Bundeswehr und Amtschef des Streitkräfteamtes

### Weidi
- Weidig, Adolf (1867–1931), Komponist und Musiker
- Weidig, Friedrich (1859–1933), deutscher Maler
- Weidig, Friedrich Ludwig (1791–1837), deutscher evangelischer Pfarrer und LehrerFriedrich Ludwig Weidig (1791–1837)

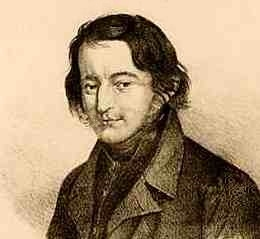
Friedrich Ludwig Weidig (1791–1837)

- Weidig, Gottlieb (1793–1875), Landtagsabgeordneter Großherzogtum Hessen
- Weidig, Max (1879–1912), deutscher Hütteningenieur
- Weidig, Wilhelm (1798–1873), Landtagsabgeordneter Großherzogtum Hessen
- Weiding, Lily (1924–2021), dänische Film- und Theaterschauspielerin
- Weidinger, Alexander (* 1997), deutscher Fußballtorhüter
- Weidinger, Alfred (* 1961), österreichischer Kunsthistoriker
- Weidinger, Andreas (* 1970), deutscher Komponist
- Weidinger, Andrew (* 1982), US-amerikanischer American-Football-Trainer
- Weidinger, Anton (1766–1852), österreichischer Trompeter und Trompetenbauer
- Weidinger, Anton (1894–1949), österreichischer Politiker (SPÖ), Landtagsabgeordneter
- Weidinger, Anton (1907–1991), österreichischer Wagner und Politiker (ÖVP), Landtagsabgeordneter, Abgeordneter zum Nationalrat
- Weidinger, Erich (* 1964), österreichischer Pädagoge, Buchhändler und Autor
- Weidinger, Franz Xaver (1890–1972), österreichischer Maler
- Weidinger, Franziska (* 1976), deutsche Politikerin (CDU), Justizministerin in Sachsen-Anhalt
- Weidinger, Georg (* 1968), österreichischer Autor, Arzt und Musiker
- Weidinger, Hanns (1899–1977), deutscher Ingenieur und Offizier, zuletzt Generalingenieur der Luftwaffe im Zweiten Weltkrieg
- Weidinger, Hans (1929–2016), deutscher Gynäkologe
- Weidinger, Hans Ernst (1949–2023), österreichischer Theaterwissenschaftler und Gewerke
- Weidinger, Hermann-Josef (1918–2004), österreichischer Prämonstratenser-Chorherr und Missionar
- Weidinger, Johann (1919–1985), österreichischer Kunsthandwerker
- Weidinger, Jörg (* 1975), deutscher Bergrennfahrer im AutomobilsportJörg Weidinger (* 1975)

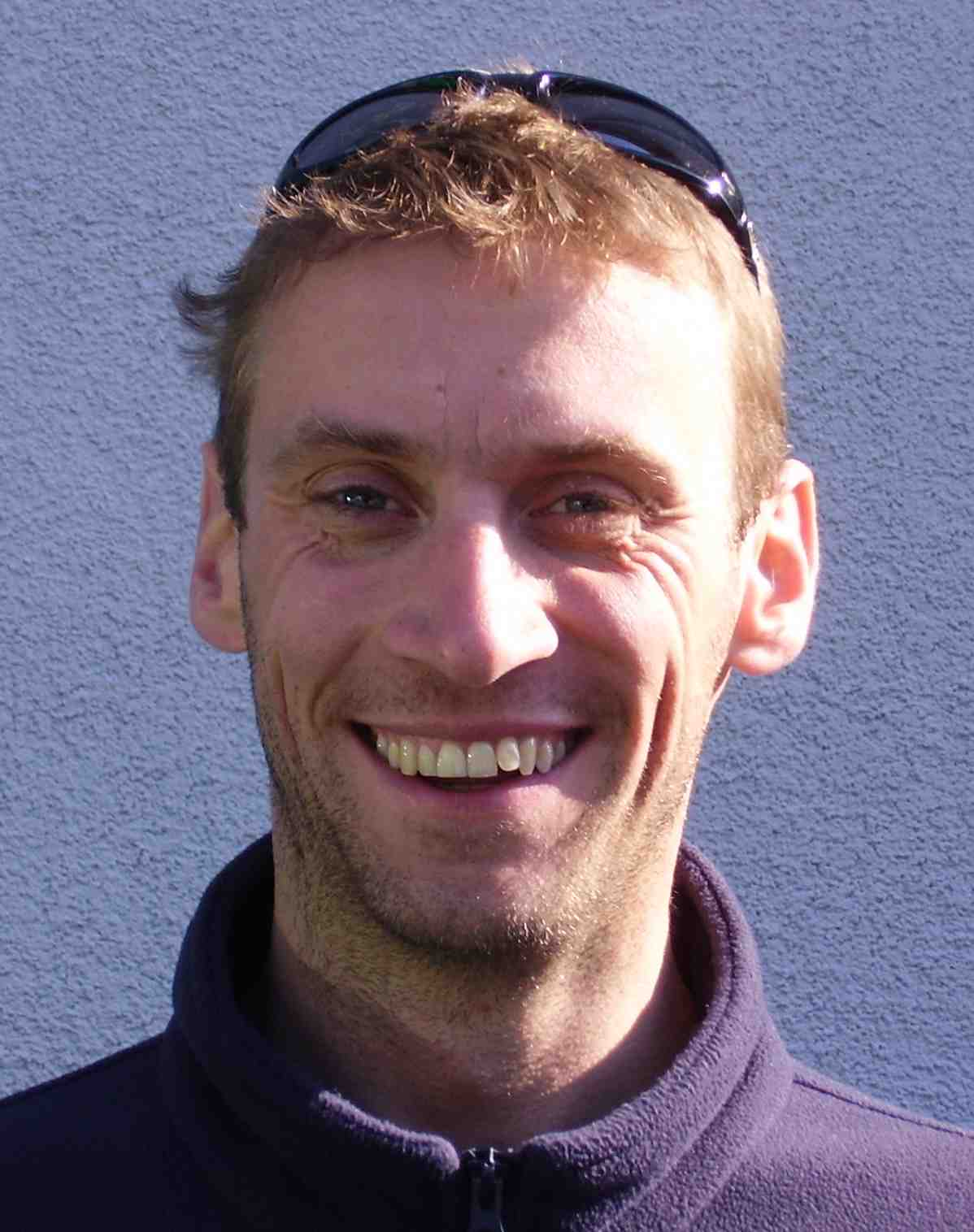
Jörg Weidinger (* 1975)

- Weidinger, Josef (1923–2002), österreichischer Boxer
- Weidinger, Joseph (1797–1880), deutscher Herrgottschnitzer
- Weidinger, Karl (1827–1885), deutscher Verwaltungsjurist und Politiker
- Weidinger, Karl (* 1962), österreichischer Schriftsteller, Übersetzer, Hörspielautor, Kreativdirektor und Werbetexter
- Weidinger, Otto (1914–1990), deutscher SS-ObersturmbannführerOtto Weidinger (1914–1990)

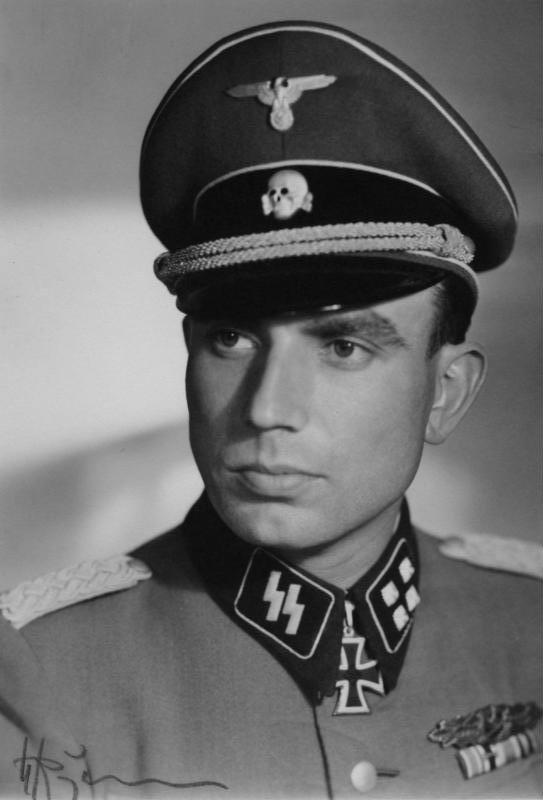
Otto Weidinger (1914–1990)

- Weidinger, Peter (* 1977), österreichischer Politiker (ÖVP), Abgeordneter zum Nationalrat
- Weidinger, Susanne (* 1977), deutsche Jazzmusikerin (Baritonsaxophon, Bassklarinette, auch Flöte)
- Weidinger, Tobias (* 1977), deutscher Leadtrompeter und Flügelhornist
- Weidinger, Wilhelm (1939–2018), deutscher Verwaltungsjurist
- Weiditz, Christoph (1498–1560), deutscher Maler, Medailleur, Bildschnitzer und Goldschmied
- Weiditz, Hans († 1536), deutscher Holzschneider

### Weidk
- Weidkuhn, Peter (1926–2006), Schweizer Ethnologe, Anthropologe, Religionswissenschaftler, Dozent und Autor

### Weidl
- Weidl, Seff (1915–1972), deutscher Bildhauer, Zeichner und Grafiker
- Weidlandt, Jürgen (1940–1999), deutscher Fußballspieler
- Weidle, Friedrich (1808–1876), württembergischer Pietist und Schulgründer
- Weidle, Jakob (1670–1740), Winzer
- Weidle, Roland (* 1949), deutscher Fußballspieler
- Weidle, Roland Klaus, deutscher Anglist
- Weidlé, Wladimir (1895–1979), russisch-französischer Kunstwissenschaftler, Kritiker und Literat
- Weidle-Winkelmann, Kira (* 1996), deutsche SkirennläuferinKira Weidle-Winkelmann (* 1996)

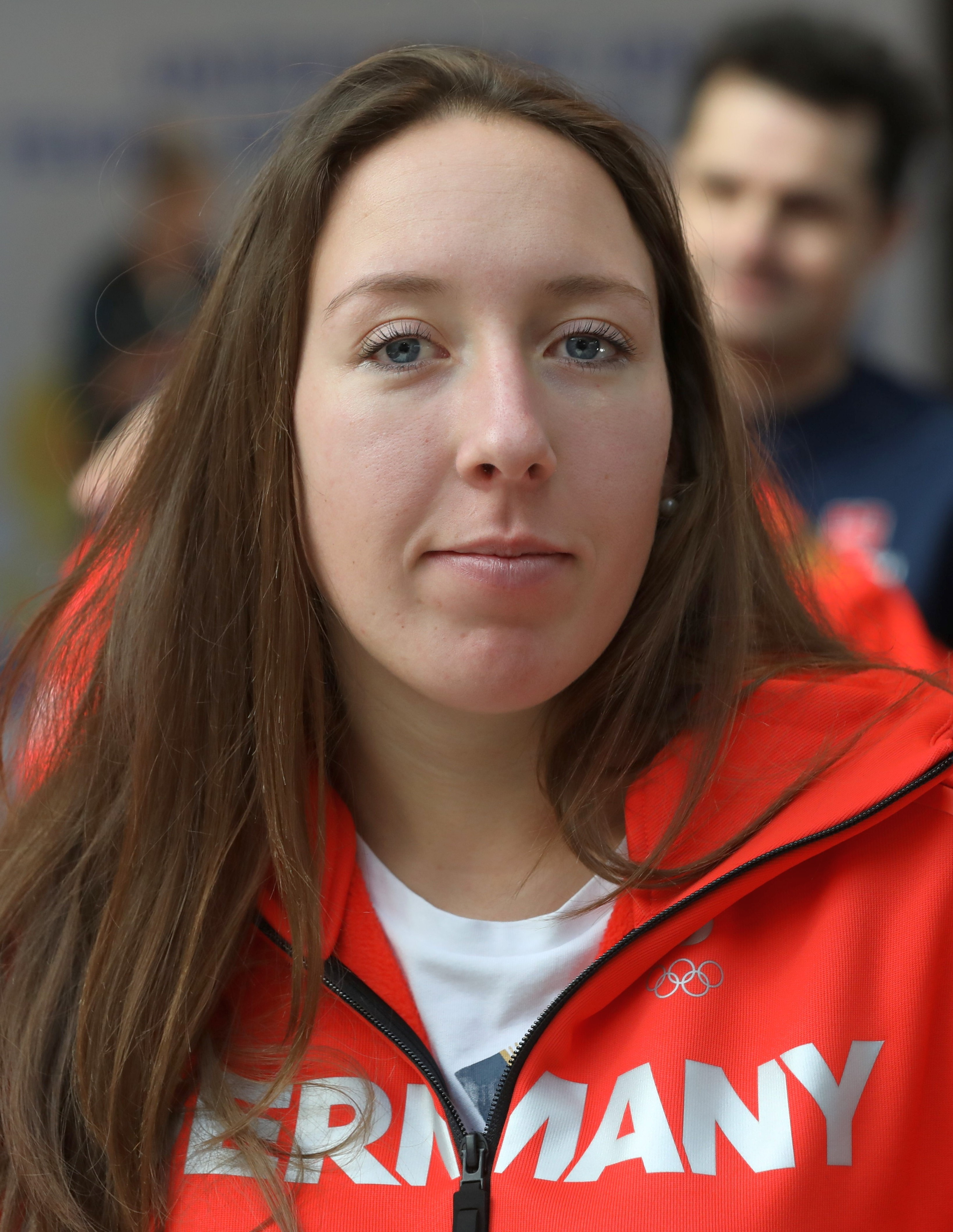
Kira Weidle-Winkelmann (* 1996)

- Weidlein, Edward R. (1887–1983), US-amerikanischer Chemiker
- Weidlein, Johann (1905–1994), deutscher Hungaristiker, Germanist und Philologe
- Weidler, Johann Friedrich (1691–1755), deutscher Mathematiker und Rechtswissenschaftler
- Weidler, Johann Gottlob (1708–1750), deutscher Rechtswissenschaftler
- Weidler, Virginia (1927–1968), US-amerikanische Schauspielerin
- Weidler, Volker (* 1962), deutscher Automobilrennfahrer
- Weidlich, Alfred (1888–1937), deutscher Journalist, Verleger, nationalsozialistischer Verbandsfunktionär und Abgeordneter
- Weidlich, Andrea, österreichische Autorin und Podcasterin
- Weidlich, Christoph (1713–1794), deutscher Jurist
- Weidlich, Denis-Danso (* 1986), deutsch-ghanaischer Fußballspieler
- Weidlich, Dirk, deutscher American-Football-Spieler
- Weidlich, Erich (* 1905), deutscher Landrat
- Weidlich, Hans Adolf (1909–1988), deutscher Chemiker, Sachbuchautor zur Philatelie
- Weidlich, Hansjürgen (1905–1985), deutscher Schriftsteller und Entertainer
- Weidlich, Helmut (* 1937), deutscher Skilangläufer
- Weidlich, Herbert (1910–1991), deutscher Widerstandskämpfer (KPD), Jurist und Hochschullehrer (SED)
- Weidlich, Kevin (* 1989), deutsch-ghanaischer Fußballspieler
- Weidlich, Ludwig († 1877), deutscher Verwaltungsjurist
- Weidlich, Otto († 1922), deutscher Verwaltungsbeamter und Rittergutsbesitzer
- Weidlich, Volker (* 1958), deutscher Schauspieler und Hörspielsprecher
- Weidlich, Wolfgang (1928–2019), deutscher Buchhändler und Verleger
- Weidlich, Wolfgang (1931–2015), deutscher Physiker
- Weidling, Carsten (* 1966), deutscher Schriftsteller, Fernsehautor, Moderator und Globetrotter
- Weidling, Christian (1660–1731), deutscher Jurist
- Weidling, Friedrich (1821–1902), deutscher Verleger
- Weidling, Fritz (1900–1970), deutscher Offizier, zuletzt Generalrichter der Luftwaffe im Zweiten Weltkrieg
- Weidling, Helmuth (1891–1955), deutscher General der Artillerie im Zweiten WeltkriegHelmuth Weidling (1891–1955)

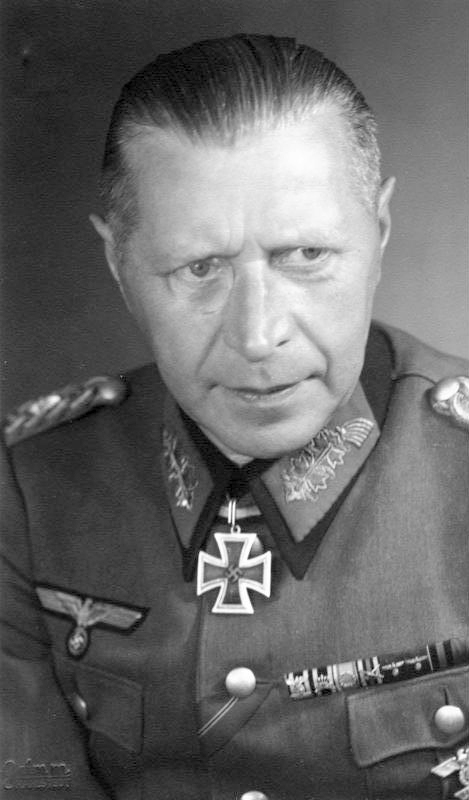
Helmuth Weidling (1891–1955)

- Weidling, Herbert (1920–2015), deutscher Architekt und Politiker (CDU), MdL
- Weidling, Konrad (1861–1911), deutscher Verleger
- Weidling, O. F. (1924–1985), deutscher Talkmaster und Conférencier im DDR-Fernsehen
- Weidlinger, Günther (* 1978), österreichischer Hindernis- und Langstreckenläufer

### Weidm
- Weidman, Chris (* 1984), US-amerikanischer MMA-Sportler
- Weidman, James (* 1953), US-amerikanischer Jazzpianist und -organist
- Weidman, Jerome (1913–1998), US-amerikanischer Schriftsteller, Drehbuchautor und Dramatiker
- Weidman, John (* 1946), amerikanischer Librettist
- Weidmann, Adolf (1901–1997), deutscher Leichtathlet
- Weidmann, Brigitte (1940–1994), Schweizer Übersetzerin
- Weidmann, Cédric (* 1991), Schweizer Schriftsteller, Philologe und Literaturveranstalter
- Weidmann, Conrad (1847–1904), deutscher Maler, Zeichner, Kunst- und Kolonialschriftsteller
- Weidmann, Denis (* 1945), Schweizer Archäologe
- Weidmann, Eugen (1908–1939), deutscher Staatsangehöriger, der in Frankreich sechs Morde begingEugen Weidmann (1908–1939)

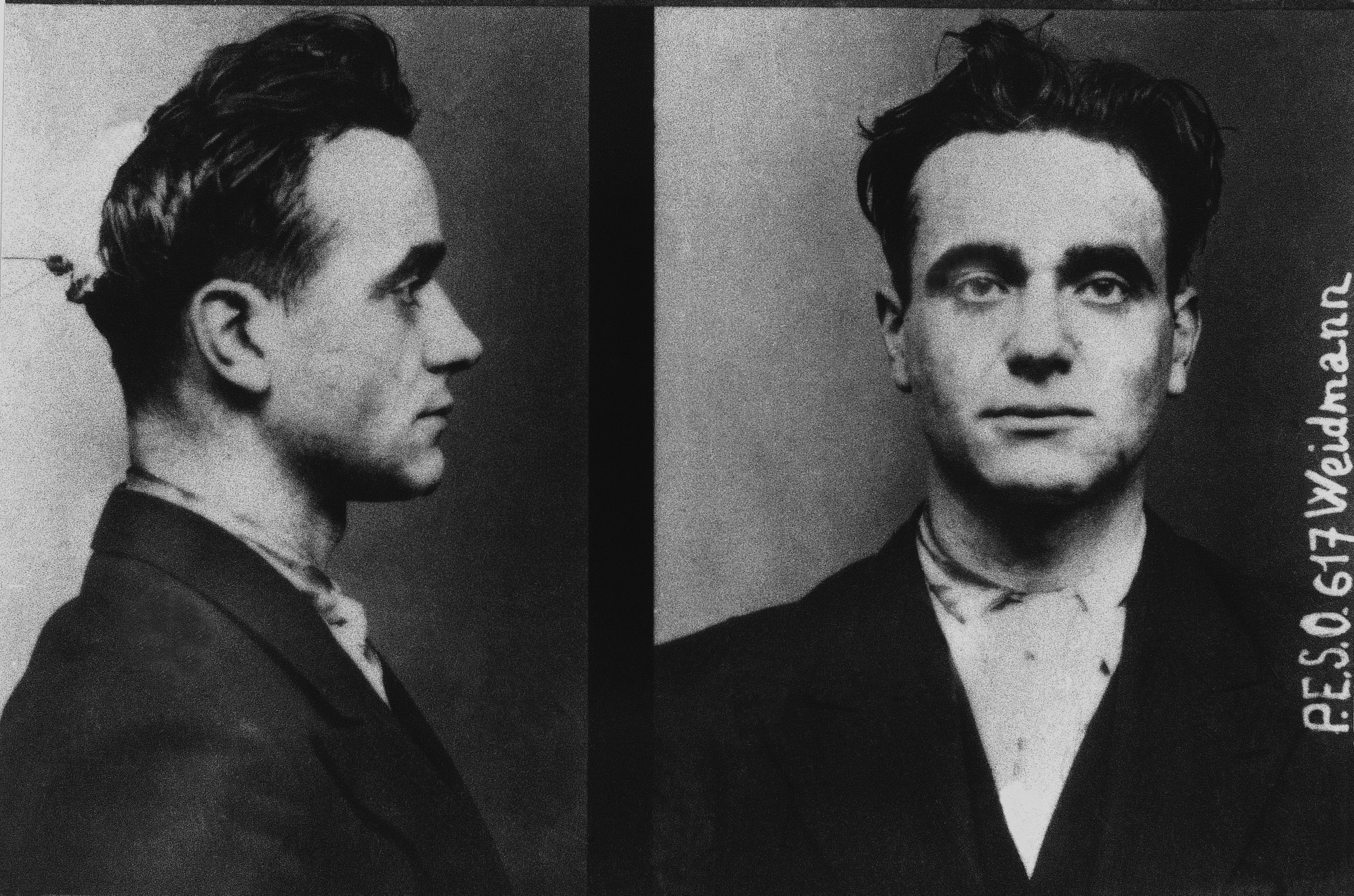
Eugen Weidmann (1908–1939)

- Weidmann, Felix (1805–1891), Schweizer Politiker und Arzt
- Weidmann, Franz (1774–1843), Schweizer Geistlicher und Bibliothekar
- Weidmann, Franz Carl (1790–1867), österreichischer Schriftsteller, Journalist und Schauspieler
- Weidmann, Fred (1938–2023), Schweizer Künstler und Soziologe
- Weidmann, Fritz (1936–2023), deutscher römisch-katholischer Theologe und Religionsdidaktiker
- Weidmann, Hans (1918–1997), Schweizer Maler, Zeichner und Grafiker
- Weidmann, Hanspeter (* 1958), Schweizer Produkt-, Möbel- und Raumdesigner
- Weidmann, Heinrich (1888–1969), deutscher Politiker (CDU)
- Weidmann, Jakob Joseph (1768–1829), Schweizer Kupferstecher und Holzschneider
- Weidmann, Jens (* 1968), deutscher VolkswirtJens Weidmann (* 1968)

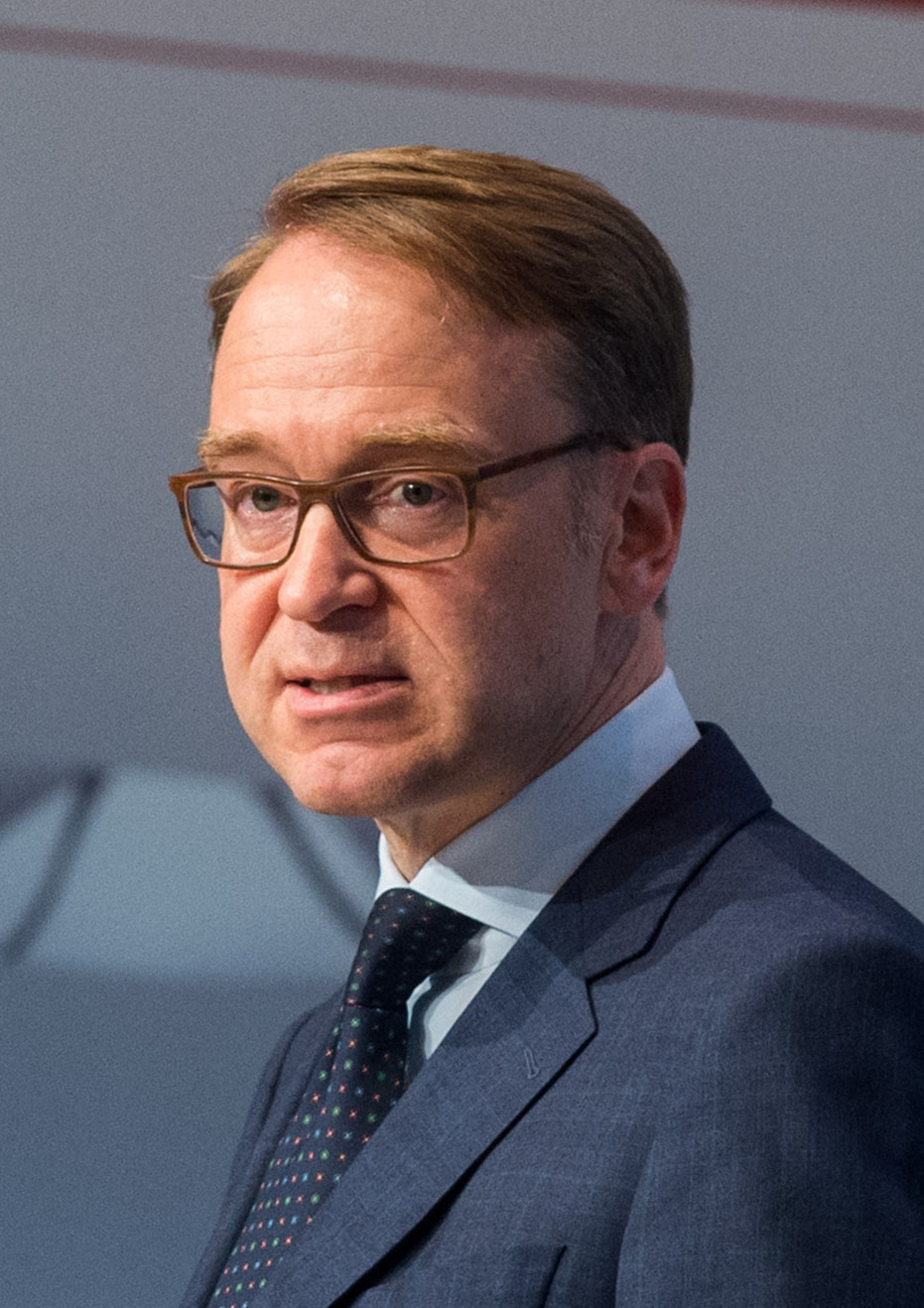
Jens Weidmann (* 1968)

- Weidmann, Joachim (* 1939), deutscher Mathematiker und Hochschullehrer
- Weidmann, Johann Peter (1751–1819), deutscher Mediziner und Hochschullehrer
- Weidmann, Joseph (1742–1810), österreichischer Autor, Dramatiker und Regisseur
- Weidmann, Karl (* 1931), Schweizer Ruderer
- Weidmann, Klaus (* 1958), deutscher Fernsehjournalist und Moderator
- Weidmann, Kurt (1937–2014), deutscher Politiker (SPD), MdL
- Weidmann, Manfred (* 1945), deutscher Fußballspieler
- Weidmann, Moritz Georg (1658–1693), Verleger und Buchhändler und Gründer der Weidmannschen Buchhandlung
- Weidmann, Moritz Georg (1686–1743), Buchhändler, Verleger, Königlich Polnischer und Kurfürstlich Sächsischer Hof- und Akziserat Hofbuchhändler
- Weidmann, Paul (1744–1801), österreichischer Autor
- Weidmann, Theophil (1909–2002), Schweizer Kulturingenieur und Hochschullehrer
- Weidmann, Ulrich Alois (* 1963), Schweizer Bauingenieur und Hochschullehrer
- Weidmann, Werner (1931–2004), deutscher Pädagoge und Autor
- Weidmüller, Wilhelm (* 1889), deutscher Lehrer

### Weidn
- Weidner, Andreas (* 1956), deutscher Fotograf und Fotolehrer
- Weidner, Anselm (* 1943), deutscher Journalist und Hörfunkautor
- Weidner, Axel (* 1970), deutscher Fußballspieler
- Weidner, Balduin (1845–1929), evangelischer Pfarrer und Superidendent in Osnabrück
- Weidner, Bernhard (1640–1709), österreichischer Zisterzienserabt
- Weidner, Christian (* 1976), deutscher Jazz-Saxophonist und -komponist
- Weidner, Christiane (1730–1799), deutschsprachige Schauspielerin, Doyenne des Burgtheaters
- Weidner, Daniel (* 1969), deutscher Germanist und Komparatist
- Weidner, Dirk (* 1976), deutscher Schauspieler und Musiker
- Weidner, Edmund (1701–1748), Bibliothekar des Klosters St. Gallen
- Weidner, Erich (1898–1973), deutscher Theaterleiter und Regisseur
- Weidner, Ernst (1885–1956), deutscher Politiker (FDP), MdL
- Weidner, Ernst Friedrich (1891–1976), deutscher Assyriologe und Vorderasiatischer Archäologe
- Weidner, Eugen (* 1911), deutscher Fußballspieler
- Weidner, Frank (* 1962), deutscher Pflegewissenschaftler
- Weidner, Friederike (* 1991), deutsche Dramaturgin
- Weidner, Gabrielle (1914–1945), niederländische Widerstandskämpferin in der französischen Résistance
- Weidner, Georg (1914–1983), deutscher Ringer
- Weidner, Gerhard (1933–2021), deutscher Leichtathlet und Olympiateilnehmer
- Weidner, Götz (* 1942), deutscher Szenenbildner
- Weidner, Hans (1875–1953), deutscher Bildhauer
- Weidner, Herbert (1911–2009), deutscher Entomologe
- Weidner, Jake (* 1992), deutsch-kanadischer Eishockeyspieler
- Weidner, Jasmin N. (* 1983), deutsche Autorin
- Weidner, Johan Hendrik (1912–1994), niederländischer Unternehmer und Leiter des Dutch-Paris-Fluchtnetzwerkes
- Weidner, Johann († 1706), deutscher Maler und Zeichner
- Weidner, Johann David (1721–1784), deutscher Architekt des Barock
- Weidner, Johann Joachim (1672–1732), deutscher lutherischer Theologe und Hochschullehrer
- Weidner, Johann Leonhard (1588–1655), deutscher Humanist
- Weidner, Kurt, deutscher Rennrodler
- Weidner, Kurt (1889–1954), deutscher Unternehmer und Politiker (DDP, FDP), MdL
- Weidner, Kurt (* 1907), deutscher Tänzer und Schauspieler bei Bühne und Fernsehen
- Weidner, Lisbeth (1862–1928), Erste Haller Diakonisse
- Weidner, Marcus (* 1964), deutscher Historiker
- Weidner, Maria (* 1988), deutsche Film- und Theaterschauspielerin
- Weidner, Max (1859–1933), deutscher Alternativmediziner
- Weidner, Norbert (* 1972), deutscher Burschenschaftsfunktionär, Chefredakteur der Burschenschaftlichen Blätter und ehemaliger Neonazi-Kader
- Weidner, Otto (1875–1953), deutscher Jurist und Landrat
- Weidner, Paul (1843–1899), deutscher Architekt
- Weidner, Paul (1874–1954), deutscher Architekt
- Weidner, Paulus († 1585), jüdischer Konvertit, Arzt und Rektor der Universität Wien
- Weidner, Sascha (1974–2015), deutscher Fotograf und Künstler
- Weidner, Sebastian (1850–1904), hessischer Politiker
- Weidner, Stefan (* 1967), deutscher Islamwissenschaftler und Autor
- Weidner, Stephan (* 1963), deutscher Musikproduzent, Bassist, Sänger und SongwriterStephan Weidner (* 1963)

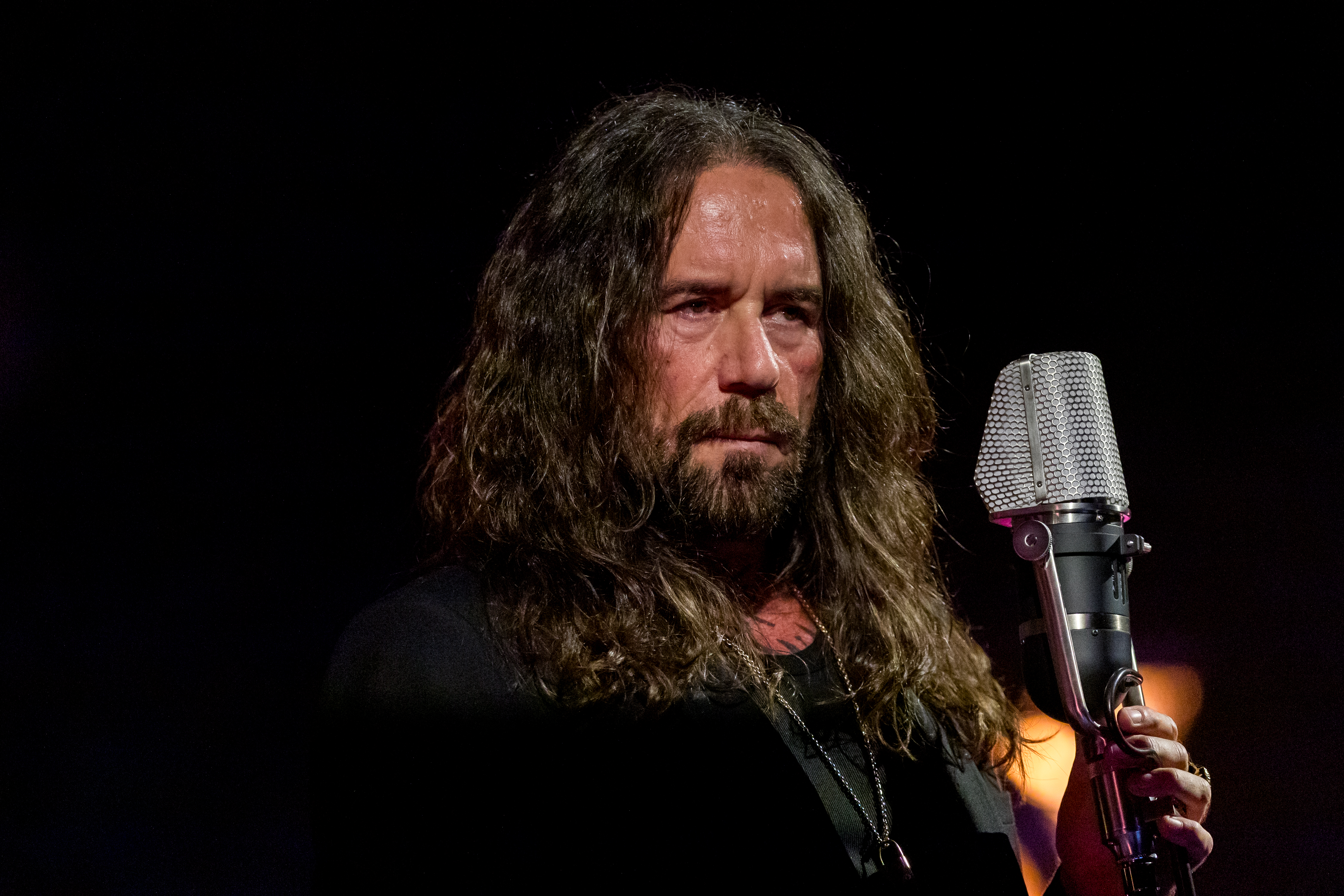
Stephan Weidner (* 1963)

- Weidner, Theodor (1813–1840), deutscher Theaterschauspieler
- Weidner, Thorsten (* 1967), deutscher Florettfechter und Olympiasieger
- Weidner, Valentin (1848–1919), deutscher Bildhauer
- Weidner, Verena, deutsche Musikdidaktikerin
- Weidner, Volker W. (* 1947), deutscher Politiker (CDU), Bürgermeister von Unna
- Weidner, Wilhelm (* 1871), deutscher Gewerkschaftsfunktionär und Politiker
- Weidner, Wolfgang (* 1947), deutscher Mediziner
- Weidner, Wolfgang Christian (* 1825), württembergischer Oberamtmann
- Weidner-Steinhaus, Amalie (1876–1963), Duisburger Heimatdichterin

### Weidr
- Weidringer, Johann Wilhelm (* 1956), deutscher Arzt und Hochschullehrer

### Weidt
- Weidt, Birgit (* 1962), deutsche Journalistin und Reisebuchautorin
- Weidt, Heinrich (1824–1901), deutscher Komponist, Dirigent und Chorleiter
- Weidt, Helmut (1899–1978), deutscher Politiker (SPD), MdHB
- Weidt, Jean (1904–1988), deutscher Tänzer und Choreograf
- Weidt, Karoline (* 1995), deutsche Jazzmusikerin (Gesang, Komposition)
- Weidt, Lucie (1876–1940), österreichische Opernsängerin (hochdramatischer Sopran und lyrischer Sopran)
- Weidt, Merle (* 1999), deutsche Volleyballspielerin
- Weidt, Michael (* 1946), deutscher Fotograf
- Weidt, Otto (1883–1947), Besitzer einer Blindenwerkstatt, Gerechter unter den Völkern
- Weidtman, Hans (1894–1977), deutscher Bankier und Kaufmann
- Weidtman, Victor (1853–1926), deutscher Jurist, Industrie-Manager und Politiker
- Weidtman, Victor (1919–2014), deutscher Arzt und Hochschullehrer
- Weidtmann, Julius (1821–1896), deutscher Ingenieur, Unternehmer und Eisenbahnfachmann